# Dryopithecus
Dryopithecus is een geslacht van uitgestorven mensapen uit het Mioceen. Omdat hij veel trekken vertoont van de moderne mensapen, wordt hij wel gezien als een voorouder van de hedendaagse grote mensapen. Hij leefde in Azië, Afrika en later ook Europa. Hij was ongeveer zo groot als een chimpansee, leefde in bomen en at voornamelijk vruchten.

## Vondst en naamgeving

### Dryopithecus fontani
In 1856 vond een Franse natuurvorser uit Toulouse, dokter Alfred Fontan, in een helling in het plateau van Saint-Gaudens, op 385 meter hoogte in een mergelgroeve die gebruikt werd om bakstenen te produceren, de fossiele resten van een mensaap. Fontan was voornamelijk actief op archeologisch gebied. Hij dacht in eerste instantie dat het om menselijke botten zou kunnen gaan. Hierover twijfelend nam hij contact op met de paleontoloog Édouard Armand Lartet die in 1845 de aap Pliopithecus benoemd had op grond van vondsten in 1837 gevonden bij Sansan. In 1856 benoemde Lartet op basis van de beenderen de typesoort Dryopithecus Fontani, wat tegenwoordig als Dryopithecus fontani gespeld wordt. De geslachtsnaam is een combinatie van het Oudgrieks drys, 'eik', en pithèkos, 'aap'. De naam verwijst naar de versteende eiken die in het gebied waren gevonden. De soortaanduiding eert Fontan als ontdekker. Dryopithecus was in 1856 de eerste fossiele great ape die beschreven was, dus een mensaap met een meer afgeleide positie dan de gibbons.
Het holotype MNHNP AC 36 is gevonden in een mergellaag die 14 tot 12,5 miljoen jaar oud is, waarschijnlijk daterend uit het Serravallien. Het bestaat uit twee delen een mandibula, de linkeronderkaak en rechteronderkaak, en een klein deel van de symfyse, hun verbindende tussenstuk, van een man die tussen de zes en acht jaar oud was. Verder werd door Fontan nog een stuk linkeropperarmbeen aangetroffen. In 1890 meldde Albert Gaudry van dezelfde vindplaats een onderkaak gevonden door Félix Regnault, specimen MNHNP 1872-2. In 1898 meldde Edouard Harlé een linkeronderkaak en twee losse kiezen. In 1899 werden door Harlé uit dezelfde laag drie losse tanden gemeld.

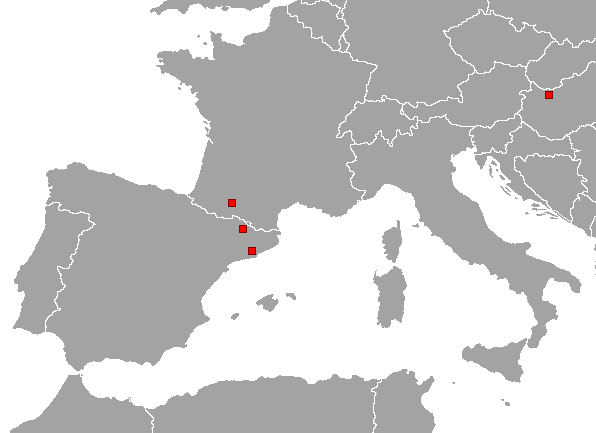
Vondstlocaties van D. fontani. De Hongaarse vondsten zijn dubieus

In 1856 was de evolutietheorie nog niet gangbaar. Lartet zag Dryopithecus als dichter bij de mens dan de chimpansee staand maar dat was als 'vorm', niet in bloedverwantschap. Dryopithecus zou daarna een beperkte rol spelen in de theorievorming van Charles Darwin. In zijn Descent of Man uit 1871 achtte hij het waarschijnlijkst dat de mens in Afrika geëvolueerd was omdat daar de nauw verwante chimpansees en gorilla's leven. Dryopithecus zag hij echter als aanwijzing voor een mogelijke herkomst uit Europa. Die laatste hypothese zou tot de jaren vijftig van de twintigste eeuw het populairst blijven. Zelfs nu duidelijk is dat de directe voorlopers van het geslacht Homo een belangrijke evolutie in Afrika hebben doorgemaakt, zijn er onderzoekers die menen dat Afrika van Europa uit gekoloniseerd is.

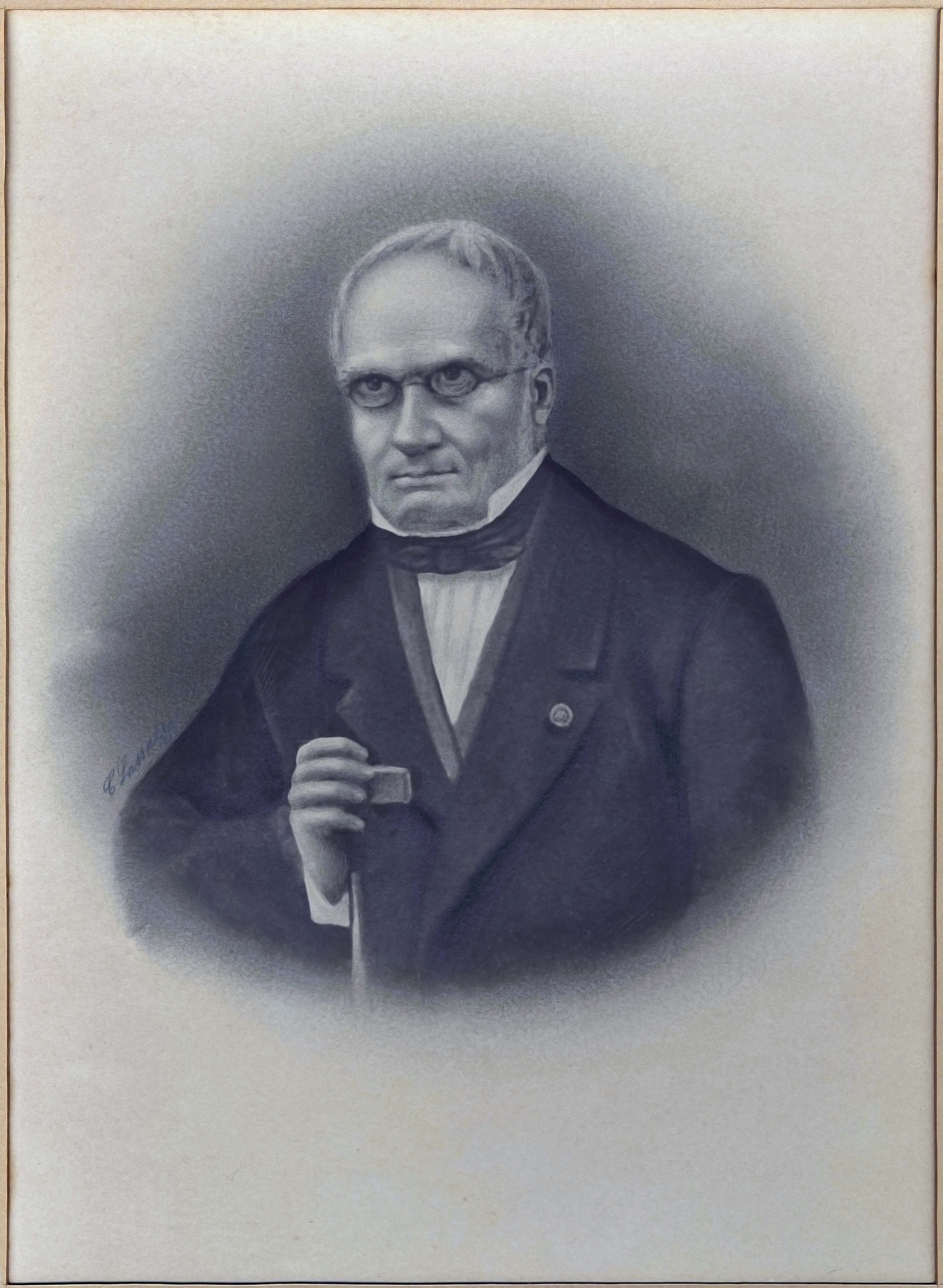
Lartet

Op het eind van de negentiende eeuw werd de vondst van stenen werktuigen uit het Mioceen van Frankrijk geclaimd. De juistheid daarvan werd al meteen betwijfeld maar sommige onderzoekers zagen de datering als correct. Dat leidde tot de conclusie dat of de moderne mens veel ouder was dan gedacht of Dryopithecus opmerkelijk intelligent was voor een mensaap en een mogelijke directe voorloper van de mens.
In 2009 werd voor het eerst een onderste gezicht van een man van D. fontani gemeld, gevonden in Catalonië, specimen IPS35026. Dat maakte het mogelijk om de soort van verwante vormen te onderscheiden. Tegelijkertijd werd onder voorbehoud een bovendeel van een linkerdijbeen toegewezen, specimen IPS41724.

### Andere soorten

#### Vroege vondsten
Na 1856 was het lang de gewoonte om zowat iedere fossiele mensaap bij Dryopithecus onder te brengen, zeker als het om slecht materiaal ging. Het geslacht werd zo tot een 'taxonomische afvalbak'. Dat leidde tot een groot aantal soorten waarvan het merendeel tegenwoordig als ongeldig, jongere synoniemen of eigen geslachten wordt beschouwd.

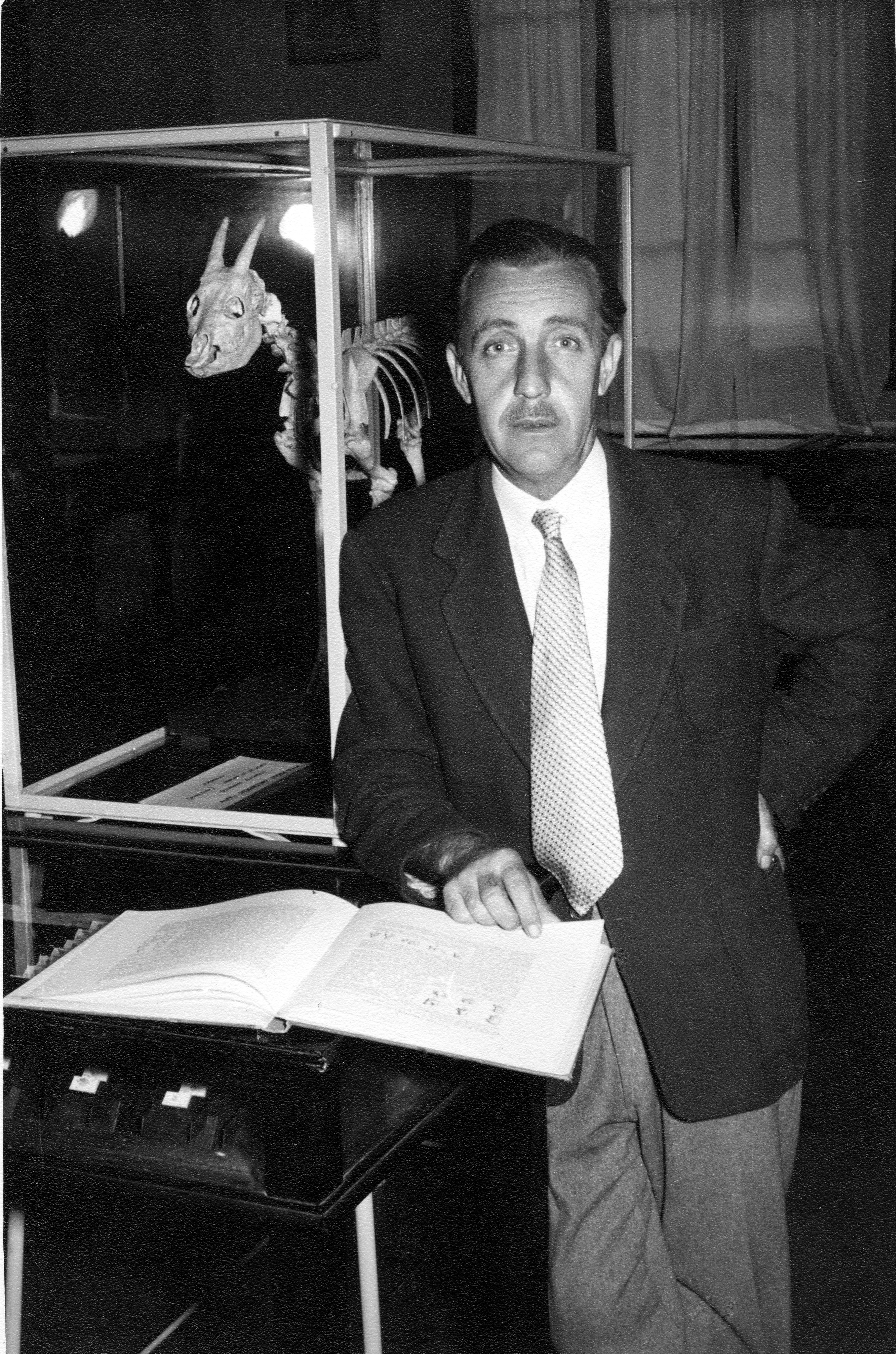
Crusafont

Toen Dryopithecus benoemd was, herinnerden Duitse geleerden zich dat Ernst Schleiermacher in 1820 bij Eppelsheim een apendijbeen gevonden had. In 1861 stelde de Brit Richard Owen dat dit van dezelfde soort afkomstig was maar ook dat het een gibbon betrof die hij hernoemde tot Hylobates fontani. Anderen meenden dat zo'n verband niet te bewijzen viel en dat het fossiel een eigen naam waardig was. In 1895 benoemde Hans Pohlig het als Paidopithex rhenanus en Eugène Dubois maakte er datzelfde jaar en in dezelfde publicatie een Pliohylobates eppelsheimensis van. Daarnaast werden er in Duitsland losse apentanden gevonden. Een derde onderste linkerkies uit Salmendingen werd in 1901 door Max Schlosser benoemd als Anthropodus brancoi, Wilhelm von Branca erend die eerder een boek over de vondsten geschreven had. Omdat die geslachtsnaam al bezet was, hernoemde Othenio Abel dit tot een Neopithecus brancoi. Ander tandmateriaal werd in 1901 door Schlosser toegewezen aan een Dryopithecus rhenanus, onder welke naam in 1921 Adolph Remane alle tanden verenigde. Abel splitste daar in 1931 weer een Dryopithecus brancoi van af zodat deze complexe geschiedenis twee extra dryopithecussoorten opleverde. Paidopithex is naar huidige inzichten basaler dan Dryopithecus zodat D. rhenanus geen materieel correcte combinatie is. Intussen had W. Koken in 1905 op grond van tanden uit Salmendingen en Melchingen een Dryopithecus suevicus benoemd en Abel in 1918 een Dryopithecus germanicus, wat het totaal op vier bracht.
In 1902 benoemde Abel tanden gevonden bij Moravská Nová Ves als een Dryopithecus darwini, een kies uit het melkgebit als Griphopithecus suessi. In 1931 zag hij de laatste soort als een jonger synoniem van D. darwini. Latere onderzoekers wezen al deze toe aan D. fontani. Armbeenderen uit Oostenrijk, gevonden in 1931 en 1933, in 1938 door Kurt Ehrenberg benoemd als Austriacopithecus weinfurteri, zijn wellicht identiek aan D. fontani. In 1957 benoemde Maria Mottl vijf tanden uit Sankt Stefan im Rosental als een D. fontani carinthiacus, dus als een aparte ondersoort.

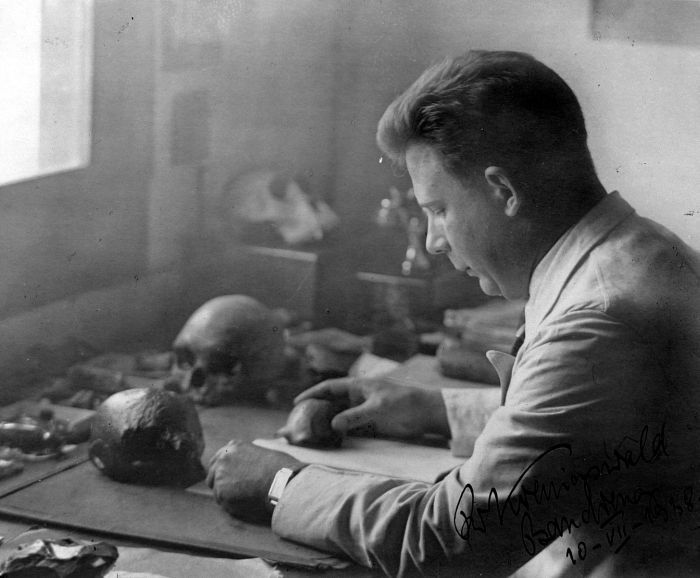
De Duits-Nederlandse paleoantropoloog von Koenigswald

Sinds het begin van de twintigste eeuw waren er aan de andere kant van de Pyreneeën, in Spanje, vondsten van mensapen gedaan. In 1944 werden door José Fernández de Villalta Comella en Miquel Crusafont i Pairó op basis van tanden twee soorten benoemd: Hispanopithecus laietanus en Sivapithecus occidentalis. In 1961 werd op grond van Spaanse vondsten door Crusafont de soort Dryopithecus piveteaui gepubliceerd. Dat ging echter niet vergezeld van een voldoende beschrijving zodat dit een nomen nudum bleef. In 1918 benoemde René Fourtau een Dryopithecus? mogharensis op basis van een onderkaak uit de Wadi Moghara in Egypte. Het fossiel werd in 1965 toegewezen aan Prohylobates. Een laatste vroege vondst in het gebied van de middellandse zee, een schedel, werd in 1955 gedaan door Fikret Ozansoy bij Kızılcahamam. Deze werd in 1957 door hem benoemd als Ankarapithecus.
Intussen waren er door Britten sinds 1879 in India vondsten gedaan van Sivapithecus. In 1910 benoemde Guy Ellcock Pilgrim op basis van twee stukken onderkaak een Dryopithecus punjabicus. In 1915 volgden een Dryopithecus chinjiensis en een Dryopithecus giganteus. De laatste was gebaseerd op een enorme onderste derde kies gevonden bij Alipur. In 1949 maakte Ralph von Koenigswald er het aparte geslacht Indopithecus van. Het zou echter kunnen gaan om een groot individu van Sivapithecus indicus. In 1923 vond Barnum Brown kaken bij Siwalik. In 1924 werden die benoemd als drie nieuwe soorten: Dryopithecus pilgrimi, Dryopithecus cautleyi en Dryopithecus? frickae. Het vraagteken geeft aan dat men niet zeker was van de plaatsing. In 1937 plaatste George Edward Lewis Dryopithecus pilgrimi en Dryopithecus cautleyi in Sivapithecus sivalensis, een soort die niet verward moet worden met  Dryopithecus sivalensis die hij in 1934 benoemde op basis van een stuk onderkaak, specimen 13806. Dryopithecus? frickae achtte hij identiek aan Sivapithecus indicus. Ook in China zijn vondsten gedaan. In 1957 benoemde Wu op basis van vijf onderste kiezen gevonden bij Keiyuan in Yunnan een Dryopithecus keiyuanensis.
Sinds 1909 vonden de Britten fossiele mensapen in Oost-Afrika. Die bracht men in eerste instantie echter niet bij Dryopithecus onder maar in eigen geslachten zoals Proconsul.

#### Herziening door Pilbeam en Simons
In 1965 kwamen David Pilbeam en Elwyn LaVerne Simons met een volledige herziening van het geslacht. In dit decennium werd vaak het totaal van vele jaren taxonomische naamgeving kritisch getoetst. Oudere namen bleken nogal eens gebaseerd te zijn geweest op niet-diagnostisch materiaal. Ze konden worden beschouwd als jongere synoniemen of genegeerd als nomina dubia. Het resultaat was typisch een reductie tot een klein aantal geldige soorten, een proces dat lumping genoemd werd. In 1965 werd men daarbij nog niet ondersteund door veel nieuwere vondsten, doordat de huidige bloei van het paleontologisch veldonderzoek nog op gang moest komen. Ook was de methode van de kladistiek nog niet goed ontwikkeld, het door computers laten uitrekenen van de meest waarschijnlijke evolutionaire stambomen. In dit geval leidde dat ertoe dat Pilbeam en Simons een extreme samenvoeging doorvoerden waarbij alle vermoede dryopitheciden bij het geslacht Dryopithecus werden ondergebracht. Een verdere onderverdeling werd bereikt door de westelijke vondsten in een ondergeslacht Dryopithecus (Dryopithecus) te plaatsen, de Aziatische in een Dryopithecus (Sivapithecus) en de Oost-Afrikaanse in een Dryopithecus (Proconsul). Die ondergeslachten werden dan weer verder onderverdeeld in soorten, wat weer geheel nieuwe dryopithecussoorten opleverde. De zaak werd nog verder gecompliceerd doordat die soorten verdeeld werden in ondersoorten.
De nieuwe indeling leverde een Dryopithecus (Dryopithecus) fontani, Dryopithecus (Dryopithecus) laietanus, Dryopithecus (Sivapithecus) indicus, Dryopithecus (Sivapithecus) sivalensis, Dryopithecus (Proconsul) africanus, Dryopithecus (Proconsul) nyanzae en Dryopithecus (Proconsul) major op.

## Beschrijving

### Grootte
Door het gebrek aan postcraniale botten is het lastig de lichaamsomvang van Dryopithecus fontani te bepalen. In 1971 werd de oorspronkelijke lengte van het door Fontan gevonden opperarmbeen, waarvan alleen de schacht bewaard is, geschat op 265 millimeter. Dat wijst op een lichaamslengte die iets groter is dan die van de bonobo.
In 2009 werd op grond van de omvang van het dijbeen IPS41724 een lichaamsgewicht van vierenveertig kilogram berekend.

### Onderscheidende kenmerken
In 1965 gaf Pilbeam een diagnose voor D. fontani. De meeste kenmerken daarin opgesomd kwamen overeen met sommige andere soorten. Relatief afwijkend waren de hoge onderkaak en de hellende symfyse daarvan. Veel meer dan de onderkaak was toen niet bekend.

### Skelet
Het gezicht zoals bewaard door specimen IPS35026 heeft een opvallende vorm. De neusopening is groot en peervormig met het breedste deel onderaan. De onderste randen van de opening worden gevormd door de bovenkaaksbeenderen. Het verhemelte is breed. De beennaad tussen het linkerbovenkaaksbeen en het neusbeen is lang tot over de derde premolaar doorlopend. Dat wijst op een langwerpige snuit. Deze beennaad staat ook steil wat duidt op een grote afstand tussen de neusopening en de onderrand van de oogkas. Dit vlak is zijwaarts gericht. De onderrand van de oogkas bevindt zich boven de eerste kies en voor de basis van het jukbeen die bij de tweede kies begint. De verticale assen van de neusopening en het jukbeen staan haaks op het vlak van de tandenrij. De lijn van de bovenrand van de oogkas raakt de lijn van de achterrand van de clivus nasoalveolaris, de groeve die van de gepaarde praemaxillae naar de oogkas loopt. De clivus toont geen beennaad, tussenschot of aanhechtingsvlak voor kraakbeen. De clivus is naar achteren verlengd met een eironde dwarsdoorsnede; het achterste punt ligt net voor het verhemelte, de lijn van de middenlijn niet overlappend maar net de hoogte van de buitenste rand van de opening van de fenestra palatina bereikend. De basis van het jukbeen staat matig hoog boven de lijn van de tandkassen. De normale holte in het bovenkaaksbeen, de sinus, lijkt grotendeels afwezig te zijn; er is boven de eerste kies slechts een kleine luchtcel zichtbaar. De algemene vorm lijkt zo nog het meest op die van het geslacht Gorilla.
De eerste bovenste voortand is veel groter dan de tweede. Tussen de tweede voortand en de hoektand ligt een vrij groot diasteem of hiaat. De bovenste hoektanden zijn matig lang. Ze hebben een diepe verticale groeve op de zijde die naar de tweede voortand gericht is. Dat duidt op een goed ontwikkeld canine honing complex, het aanscherpen van de hoektanden. De achterste tanden hebben hoge en brede kronen met gezwollen bases, vrij hoge knobbels die tamelijk dicht bij de randen staan, vrij beperkte uithollingen op het kauwvlak en rudimentaire cingula, verdikkingen aan de bases. De premolaren zijn veel breder overdwars dan lang over het verlengde van de tandenrij gemeten met een verhouding van 148% tot 168%. De protocoon, de knobbel aan de tongzijde aan de kant van de voorliggende tand, steekt wat meer uit dan de paracoon, de knobbel aan de lipzijde. De knobbels zijn verbonden door korte dwarskammen. De drie uithollingen of foveae op het kauwvlak, in het verlengde van de tandenrij liggend, zijn beperkt van omvang. Ook de kiezen zijn korter dan breed maar minder extreem. De eerste kies is veel kleiner dan de tweede en derde. De kiezen hebben een rechthoekig tot parallellogramvormig profiel van het kauwvlak. De hypoconen, de knobbels aan de achterste tongzijde, zijn opvallend groot, een basaal kenmerk. Dat lijkt overeen te komen met grote hypoconuliden die de kiezen van de gevonden onderkaken tonen.
De onderkaak van Dryopithecus werd in 1856 als die van een mensaap herkend op grond van de vrij verticaal staande hoektand en de tamelijk korte tandenrij daarachter. De schedel is hierdoor relatief kort. Dit is bij Dryopithecus nog sterker dan bij moderne mensapen en dat zag Lartet als een argument in hem een directe voorouder van de mens te zien. Ook bij de kiezen van de onderkaak is het cingulum matig sterk ontwikkeld en zijn de kauwvlakken vrij gerimpeld. Er is ook een duidelijk cingulum aan de lipzijde. De onderkaak is relatief hoog ten opzichte van de tandlengte.

## Fylogenie
Lartet deelde Dryopithecus in bij de 'hogere apen', waarmee de mensapen werden bedoeld.
In de eenentwintigste eeuw wordt Dryopithecus meestal ofwel basaal in de Honininae geplaatst, waarop de overeenkomsten met gorilla's zouden kunnen duiden, ofwel als lid gezien van een aparte basale tak binnen de mensapen, de Dryopithecini.

### Taxonomie
- Geslacht: Dryopithecus †
  - Soort: Dryopithecus brancoi † 
    -  Ondersoort: Dryopithecus brancoi fontani † (Schlosser, 1901) 

  - Soort: Dryopithecus crusafonti †
    -  Ondersoort: Dryopithecus crusafonti brancoi † (Begun, 1992)

  - Soort: Dryopithecus fontani †
    -  Ondersoort: Dryopithecus fontani laietanus † (Lartet, 1856)

  - Soort: Dryopithecus laietanus †
    -  Ondersoort: Dryopithecus laietanus crusafonti † (Villalta & Cruisafont, 1944)

  -  Soort: Dryopithecus wuduensis † (Xue & Delson, 1988)